# Ferragosto a pezzi
Ferragosto a pezzi è un film commedia del 2008, diretto e sceneggiato da Corrado Taranto, qui al suo esordio registico.

## Trama
La storia si articola in vari episodi che sono tutti incentrati su come durante la giornata di ferragosto, piccole discussioni tra conoscenti e familiari, possano diventare delle vere e proprie tragedie o carneficine.